# Dejr el-Bahari-i rejtekhely

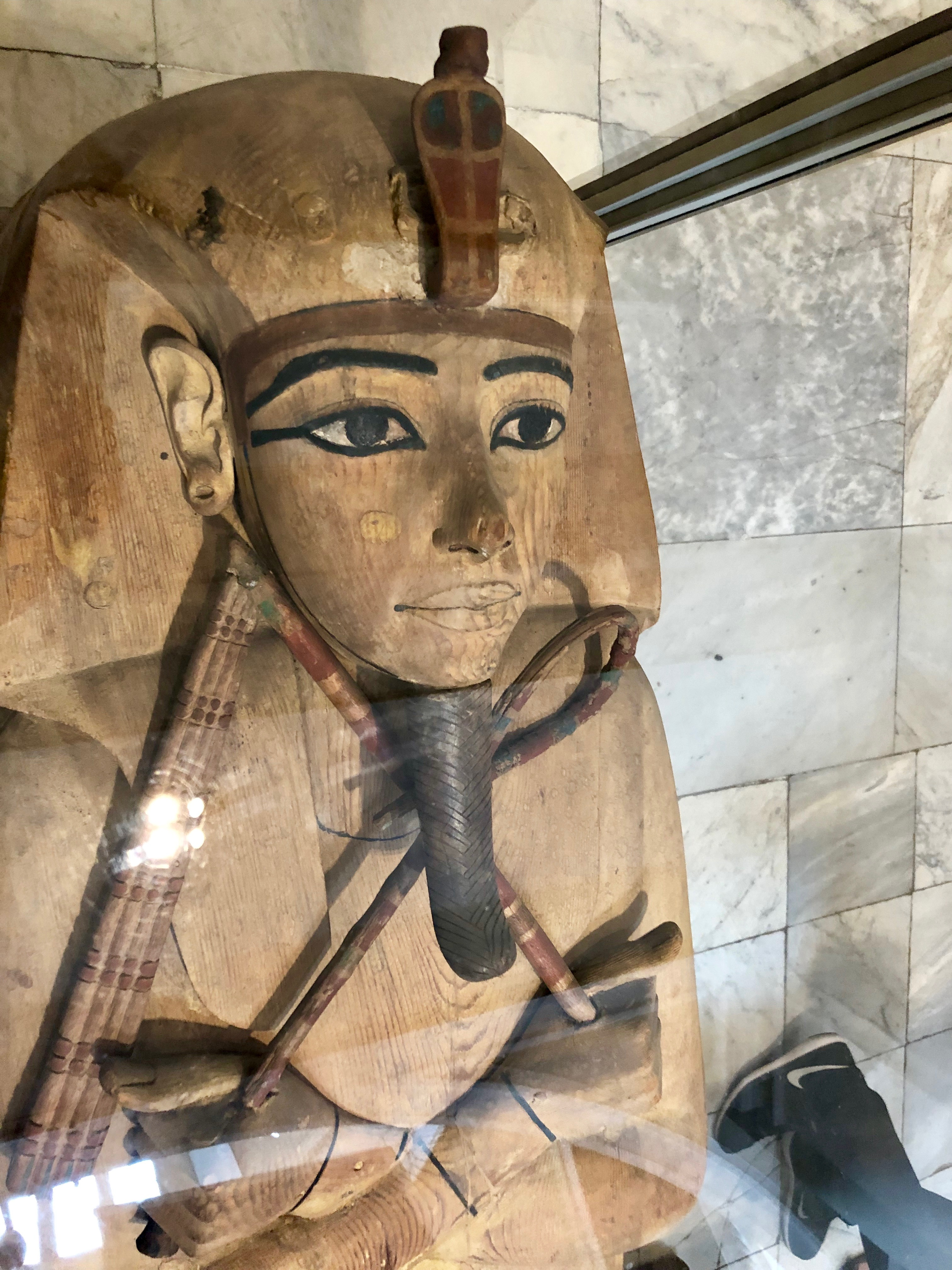
II. Ramszesz koporsója

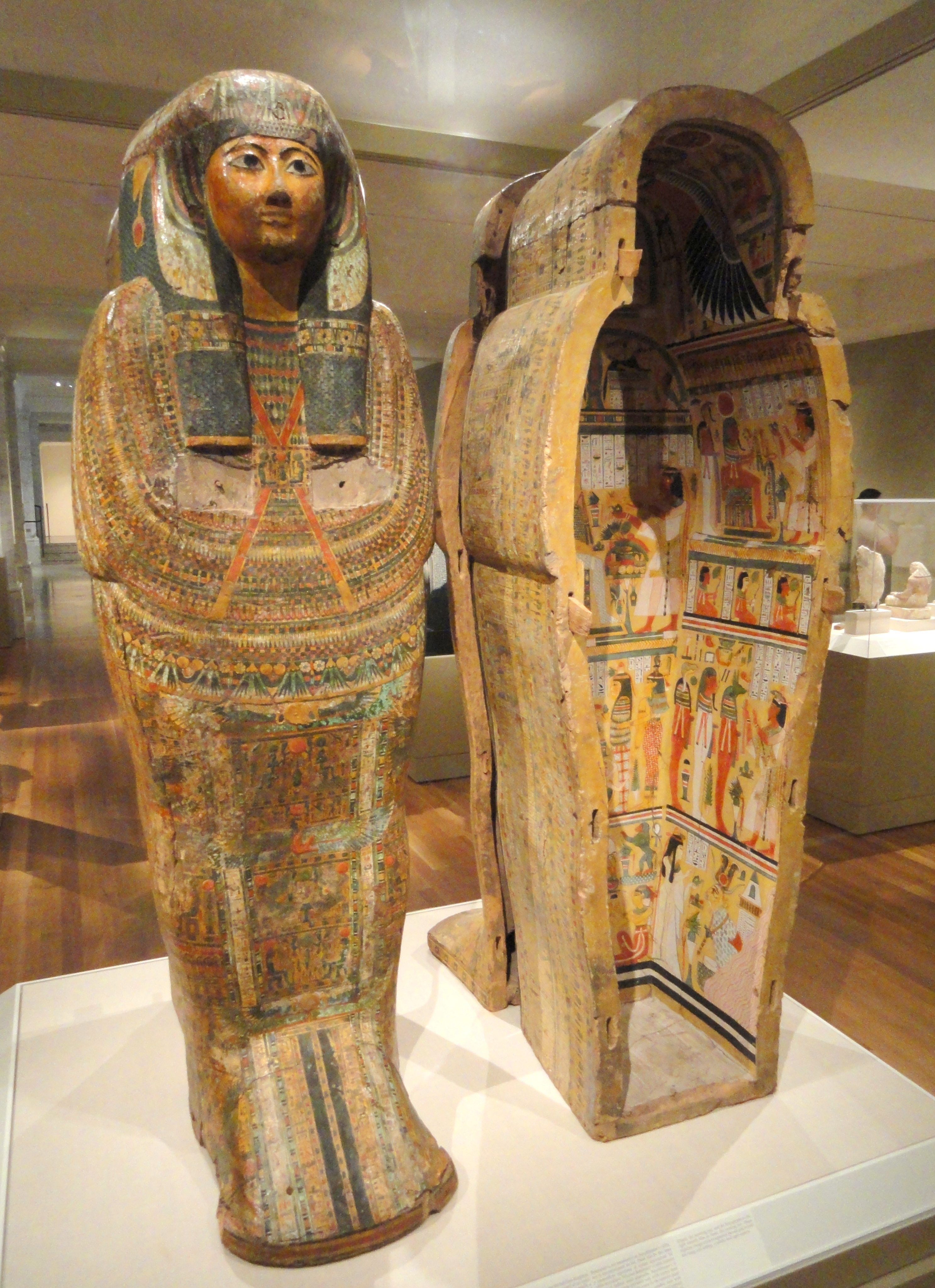
Neszihonsz koporsója

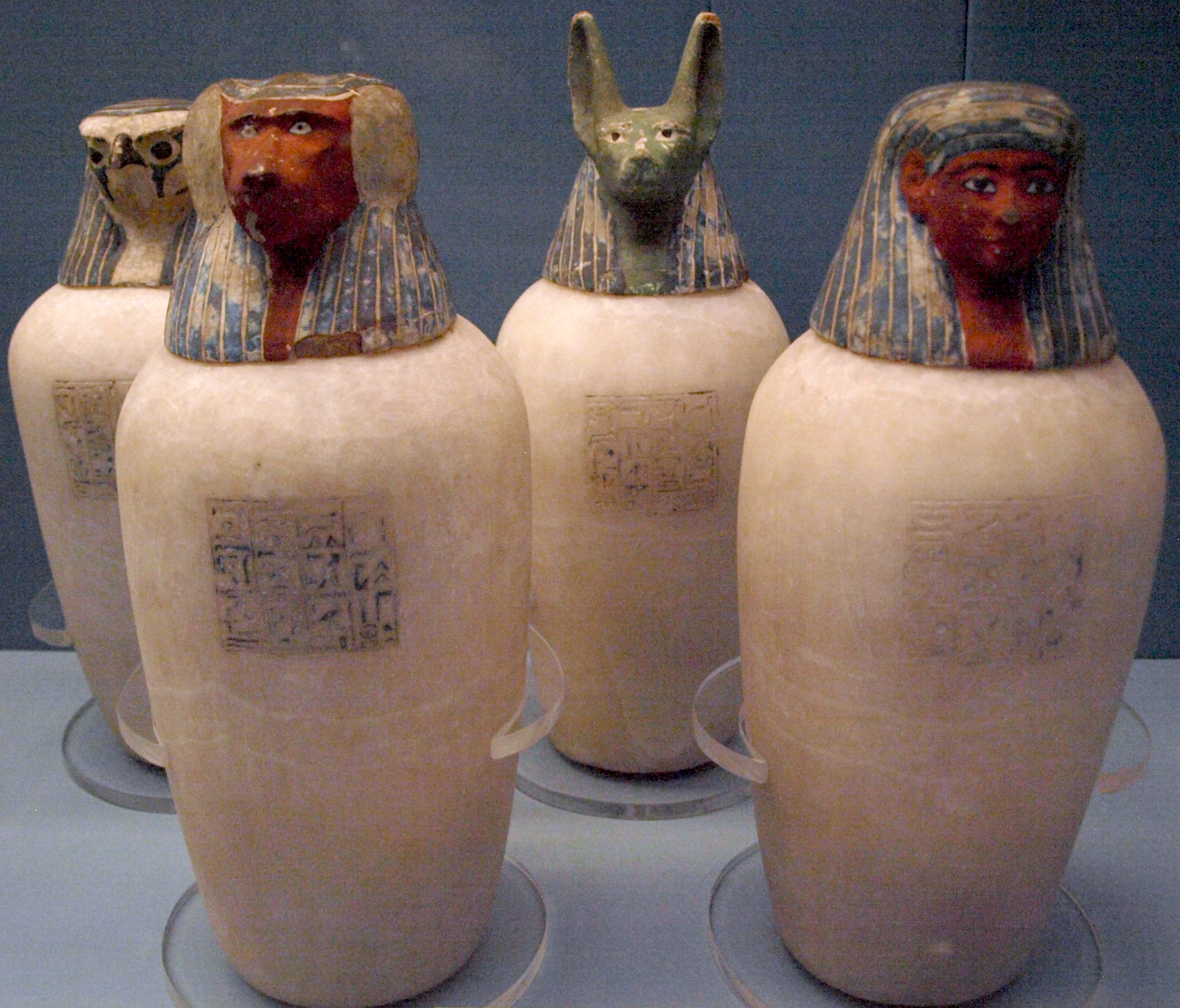
Neszihonsz kanópuszedényei

A Dejr el-Bahari-i rejtekhely, gyakori rövidítése: DB320 vagy TT320 Luxorral szemben, a thébai nekropoliszban található rejtekhely, ahol több mint 50 ókori egyiptomi múmiát találtak, nagyrészt fáraók, családtagjaik és más magas rangú emberekét. A sír eredetileg valószínűleg az i. e. 969 körül elhunyt II. Pinedzsem, Ámon főpapja és felesége, Neszihonsz sírjának készült, a korábbi dinasztiákból származó múmiákat pedig később költöztették ide a sírrablók elől. Egy másik sír, ahová több múmiát vittek sírrablók elől a későkorban, II. Amenhotep sírja, a Királyok völgye 35.
A sír két függőleges, derékszögben találkozó sziklafal belső sarkában egy öt és fél méteres aknával indul, megközelítése veszélyes, ezért ma turisták számára nem látogatható. Az akna alján hosszú folyosó indul, amelyben egy oldalkamra van, a végén pedig a sírkamra helyezkedik el, amelyben a múmiák többségét találták.
A sírt 1875-ben a helyi Abd er-Raszúl család fedezte fel, akik apránként kezdték eladogatni a leleteket. A régiségpiacon feltűnt nagy számú új lelet azonban felkeltette a hatóságok figyelmét. A sírt 1881-ben hivatalos felfedezése után alig két nap alatt átvizsgálta Émile Brugsch, hogy megmentse a további rablástól. E történetet dolgozza fel „A múmia” (Az éjszaka, amikor az évek megszámoltatnak) c. 1969-ben Sádi Ábdel Szálám által rendezett, és minden idők legjobb egyiptomi filmjének tartott film.

## Múmiák
| Dinasztia        | Név                                                                      | Címe                    | Megjegyzések                        |
| ---------------- | ------------------------------------------------------------------------ | ----------------------- | ----------------------------------- |
| XVII. dinasztia  | Tetiseri (?)                                                             | nagy királyi hitves     |                                     |
| XVII. dinasztia  | Szekenenré Ta-aa                                                         | fáraó                   |                                     |
| XVII. dinasztia  | Ahmesz-Inhapi                                                            | királyné                |                                     |
| XVII. dinasztia  | Ahmesz-Henutemipet                                                       | hercegnő                |                                     |
| XVII. dinasztia  | Ahmesz-Henuttamehu                                                       | hercegnő                |                                     |
| XVII. dinasztia  | Ahmesz-Meritamon                                                         | hercegnő                |                                     |
| XVII. dinasztia  | Jahmesz-Szipair                                                          | herceg                  |                                     |
| XVII. dinasztia  | Szitkamosze                                                              | királyné                |                                     |
| XVIII. dinasztia | I. Jahmesz                                                               | fáraó                   |                                     |
| XVIII. dinasztia | Ahmesz-Nofertari                                                         | nagy királyi hitves     |                                     |
| XVIII. dinasztia | Rai                                                                      | királyi dajka           | Ahmesz-Nofertari dajkája            |
| XVIII. dinasztia | Sziamon                                                                  | herceg                  |                                     |
| XVIII. dinasztia | Szitamon                                                                 | hercegnő                |                                     |
| XVIII. dinasztia | I. Amenhotep                                                             | fáraó                   |                                     |
| XVIII. dinasztia | Baket (?)                                                                | hercegnő                | talán Baketamon (?)                 |
| XVIII. dinasztia | II. Thotmesz                                                             | fáraó                   |                                     |
| XVIII. dinasztia | III. Thotmesz                                                            | fáraó                   |                                     |
| XVIII. dinasztia | Azonosítatlan férfi                                                      |                         | korábban I. Thotmeszként azonosítva |
| XVIII. dinasztia | Azonosítatlan férfi („C”), talán Szenenmut vagy Nebszeni királyi háznagy |                         |                                     |
| XIX. dinasztia   | I. Ramszesz                                                              | fáraó                   |                                     |
| XIX. dinasztia   | I. Széthi                                                                | fáraó                   |                                     |
| XIX. dinasztia   | II. Ramszesz                                                             | fáraó                   |                                     |
| XX. dinasztia    | III. Ramszesz                                                            | fáraó                   |                                     |
| XX. dinasztia    | IX. Ramszesz                                                             | fáraó                   |                                     |
| XXI. dinasztia   | Nedzsmet                                                                 | királyné                | Herihór felesége                    |
| XXI. dinasztia   | I. Pinedzsem                                                             | Ámon főpapja            |                                     |
| XXI. dinasztia   | Duathathor-Henuttaui                                                     | királyné                | I. Pinedzsem felesége               |
| XXI. dinasztia   | Maatkaré                                                                 | Ámon isteni felesége    | I. Pinedzsem lánya                  |
| XXI. dinasztia   | Maszaharta                                                               | Ámon főpapja            | I. Pinedzsem fia                    |
| XXI. dinasztia   | Tajuheret                                                                | Maszaharta felesége     |                                     |
| XXI. dinasztia   | II. Pinedzsem                                                            | Ámon főpapja            |                                     |
| XXI. dinasztia   | Neszihonsz                                                               |                         | II. Pinedzsem felesége              |
| XXI. dinasztia   | Iszetemheb                                                               |                         | II. Pinedzsem felesége              |
| XXI. dinasztia   | Dzsedptahiufanh                                                          | Ámon negyedik prófétája |                                     |
| XXI. dinasztia   | Neszitanebetasru                                                         |                         | II. Pinedzsem és Neszihonsz leánya  |
| ?                | Azonosítatlan férfi („E”)                                                |                         | valószínűleg Pentawer               |
| ?                | További azonosítatlan múmiák                                             |                         |                                     |